# クニシン
クニシン(Cnicin)は、置換アクリル酸とエステル結合したセスキテルペンラクトンで、ゲルマクラノリドに分類される。主にキク科のサントリソウ属(Cnicus)やCentaurea maculosaで見られ、濃度が最も高い場所は葉(0.86-3.86%)、低い場所は茎である。クニシンは苦い強壮薬に用いられ、苦味値は約1,500である。